# Дитрих II фон Фалкенбург
Дитрих II фон Фалкенбург (на немски: Dietrich (Dirk) II fon Valkenburg; * ок. 1222/ок. 1225; † 14 октомври 1268, Кьолн) от странична линия на графовете на Клеве-Хайнсберг, е господар на Фалкенбург и Моншау.

## Произход
Той е син на граф Дитрих I фон Фалкенбург-Хайнсберг († 1227) и втората му съпруга Беатрис фон Кирбург-Моншау († 1228/1236), вдовица на Филип III фон Боланден († 1220), дъщеря на вилд-граф Герхард I фон Кирбург († ок. 1240) и съпругата му Агнес фон Вителсбах († сл. 1219). Внук е на граф Дитрих II/IV фон Клеве. Брат е на Енгелберт II фон Фалкенбург († 1274), от 1261 г. архиепископ на Кьолн.
Дитрих II фон Фалкенбург е убит в битка при Кьолн на 14 октомври 1268 г. на ок. 43 години.

## Фамилия
Дитрих II фон Фалкенбург се жени три пъти.
Първи брак: пр. 1237 г. с Маргарета фон Гелдерн († 1251), дъщеря на граф Герхард III фон Гелдерн-Цутфен († 1229) и Маргарета де Брабант († 1231). Бракът е бездетен. Те се развеждат пр. 12 март 1237 г. Тя се омъжва на 12 март 1237 г. за граф Вилхелм IV фон Юлих († 1278).
Втори брак: сл. 11 януари 1246 г. с Берта фон Лимбург-Моншау (* ок. 1225; † 20 април 1254), вдовица на граф Дитрих II/Теодерих II фон Хохщаден († 18 март 1244/11 януари 1246), дъщеря на херцог Валрам II 'Дългия' фон Лимбург-Моншау († 1242) и Елизабет фон Бар († 1262). Те имат децата:
- Елизабет фон Фалкенбург († сл. 1277), омъжена 1265 г. за граф Енгелберт I фон Марк († 16 ноември 1277)
- Валрам (* 1253; † 5 септември 1302), граф на Фалкенбург, женен пр. 30 май 1275 г. за графиня Филипа ван Гелдерн-Цутфен († сл. 1294), дъщеря на Ото II фон Гелдерн († 1271)
- Беатрикс († 17 октомври 1277), омъжена на 16 юни 1269 г. в Кайзерслаутерн за германския крал Ричард Корнуолски (* 5 януари 1209; † 2 април 1272), син на английския крал Джон Безземни († 1216) от династията Плантагенет

Трети брак: сл. 1254 г. с Алайдис дьо Лоон (* ок. 1242), дъщеря на граф Арнолд III фон Лоон-Шини († 1272/1273) и Жана дьо Шини (1212 – 1271). Те имат децата:
- Йохана († сл. декември 1327), омъжена 1282 г. за Фридрих II фон Шлайден († 4 ноември 1325)
- Алайдис († 9 ноември 1295), абатиса на Мюнстербилзен
- Беатрикс († сл. 1294), омъжена за Вилхелм фон Хартерт († сл. 1294)
- дъщеря, омъжена за Арнолд III фон Щайн († сл. 1296)
- Беатрикс († сл. 1327)

Съпругата му Алайдис дьо Лоон се омъжва втори път ок. 1268 г. за Алберт ван Фоорне († 30 декември 1287).